# ダビデ・ダロスペダーレ
ダビデ・ダロスペダーレ（Davide Dallospedale 1977年9月12日- ）はイタリア共和国出身の野球選手。身長179cm。体重76kg。ポジションは二塁手。右投右打。
現在はセリエA・ボローニャに在籍している。豊富な代表経験を持ち、IBAFワールドカップやシドニーオリンピック、アテネオリンピックと二度のオリンピックを経験したイタリアを代表する選手。2006年と2009年のワールドベースボールクラシックイタリア代表に選出された。